# Рахмановка (Кривой Рог)

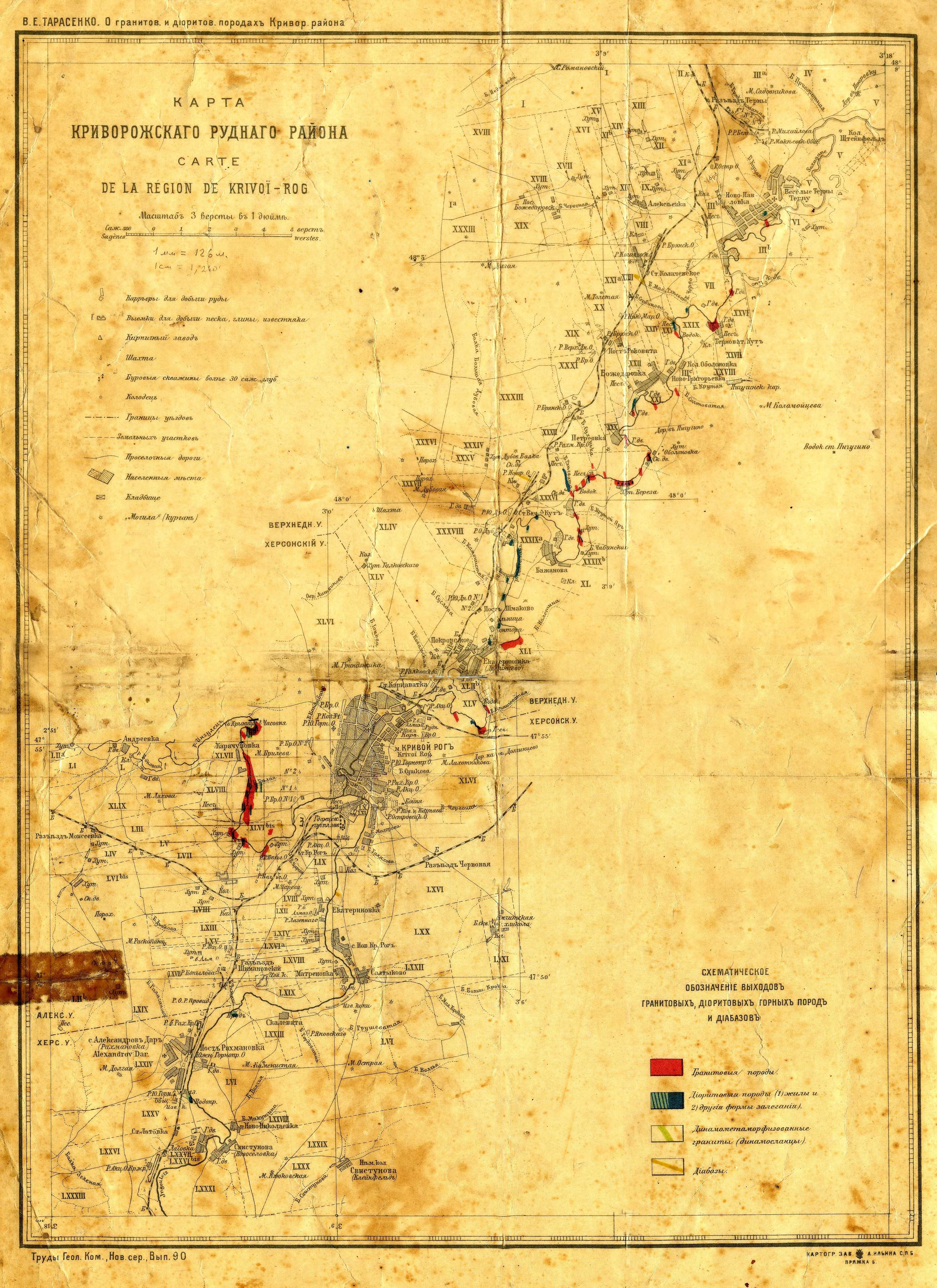
Село Александров Дар (Рахмановка), на карте Криворожскаго руднаго района (левый нижний угол). 1914 год.

Рахмановка (укр. Рахманівка) — исторический район Кривого Рога, бывший посёлок городского типа Криворожского городского совета.
Код КОАТУУ — 1211068500. Население по данным 1985 года составляло 1,9 тыс человек.
Посёлок ликвидирован в 1997 году, присоединён к Кривому Рогу, вошёл в Центрально-Городской район.

## Географическое положение
Рахмановка находится на правом берегу реки Ингулец, выше по течению на расстоянии в 2 км расположен бывший посёлок Рудничное, ниже по течению на расстоянии в 1 км расположено село Латовка, на противоположном берегу ранее располагалось село Новопетровка. Рядом проходит железная дорога.

## История
Первоначальное название села — Александров Дар. Оно входило в Херсонский уезд Херсонской губернии. До отмены крепостного права селение принадлежало помещице Рахмановой Екатерине Аполлоновне, жене Григория Николаевича Рахманова, которая здесь построила в честь мужа Никольскую церковь и была похоронена.
В 1874 году был опубликован труд Феодосеева, в виде статьи «О замечательном месторождении железных руд и других минеральных богатств, залегающих на границе Херсонской и Екатеринославской губернии» в сборнике «Записки императорского русского технического общества». В своей статье Феодосеев, который проводил изыскания в Южном Кривбассе, описывает залежи железной (магнитной) руды у села Александров-Дар с содержанием железа 60—68 %, залежи магнитного и красного железняка близ деревни Латовки, залежь марганцевой руды с содержанием 30—40 % марганца (южнее Александров-Дара).

19) Желѣзные рудники Южнаго Горнопромышленнаго Общества.

Разработка рудниковъ (всего — 5, изъ коихъ 2 рудника близъ с. Рахмановка и 3 рудника близъ м. Кривой-Рогъ, арендуемые у баронессы М. С. Гервартъ) началась съ 1897 г. Разрабатывается руда съ 60 — 66 % содержанія желѣза. Рудники находятся въ 10 вер. отъ ст. Кривой-Рогъ. Запасъ руды въ мѣсторожденіи — 150 милл. пудовъ. Добывная способность рудниковъ — 15.500.000 пуд. За истекшій отч. годъ отправлено 5.726.448 п. Предполагается добыть въ текущемъ году — 12 милл. пудовъ. Рабочіе застрахованы. Имѣется больница.— Горнопромышленный указатель Донецкаго бассейна. 1901 год.
В районе села было много рудников, шахт и карьеров, всевозможных обществ по добыче железной и марганцевой руд. В селе имелась церковь Святого Николая, казарма. На железной дороге проходящей через село находился путевой пост Рахмановка, в 10 верстах по железной дороге от станции Кривой Рог.
Село освобождено от немецкой оккупации личным составом 4 гв. сд ВС СССР, при поддержке 475-го корпусного артиллерийского полка и 462-го миномётного полка, в марте 1944 года.
В 1966 году проживало около 5 300 человек.
В 1997 году посёлок присоединён к Кривому Рогу.

## Персоналии
В селе родились и выросли:
- Дмитрий Борисович Глинка — советский лётчик-ас, дважды Герой Советского Союза;
- Борис Борисович Глинка — советский лётчик-ас, Герой Советского Союза, старший брат Дмитрия.

## Экология
- Отвалы пустой породы ПАО «ЮГОК».